# Helgoland (Schiff, 2015)
Die Helgoland ist ein deutsches Seebäderschiff. Das für rund 31 Millionen Euro auf der Fassmer-Werft gebaute Schiff wird mit verflüssigtem Erdgas (englische Bezeichnung: „liquified natural gas“, LNG) betrieben und von der Reederei Cassen Eils seit Dezember 2015 im Helgoland-Dienst eingesetzt.

## Das Schiff
Das Schiff ist rund 83 Meter lang, 12,6 m breit und hat einen Tiefgang von 3,6 m. Die gasbetriebene Antriebsmaschine erzeugt eine Leistung von 5.000 kW, damit erreicht das Schiff 20 Knoten Höchstgeschwindigkeit. Das Schiff hat rund 1040 Sitzplätze in acht Salonbereichen, die sich über drei Decks und drei Oberdecksbereiche verteilen. Im Vorderschiff wurde ein Laderaum für zehn 10-Fuß-Container (oder zwei 20-Fuß-Container) sowie Stückgutladungen eingerichtet. Dafür wurde ein bordeigener Kran montiert, der bis zu 10 Tonnen heben kann.
Die Helgoland ist der erste Neubau unter deutscher Flagge, dessen Verbrennungsmotoren mit LNG betrieben werden. Ende 2014 kam der auf einer polnischen Werft erstellte Schiffsrumpf (Kasko) zur Fassmer-Werft in Berne an der Weser. Sie installierte die technischen Einrichtungen und den Innenausbau.
Der Bau des Schiffs wurde im Rahmen des TEN-T-Programms der Europäischen Kommission zum Bau und Ausbau von Verkehrsinfrastruktur gefördert. Ziel war die ganzjährige Anbindung der Randlagenregion Helgoland in der Europäischen Union durch eine Fähre mit LNG-Antriebssystem für den kombinierten Personen- und Güterverkehr.
Vor allem wegen des schadstoffarmen Antriebs wurde das Schiff 2018 mit dem Blauen Engel ausgezeichnet.

## Antriebsanlage
Die Antriebsanlage besteht aus zwei Wärtsilä Dual-Fuel-Motoren (DF) zum Propellerantrieb, für Gasbetrieb eingerichtete Dieselmotoren. Diese werden mit einer geringen Menge (1–5 % des gesamten Brennstoffes) Zündöls, in der Regel Dieselkraftstoff, das unter hohem Druck eingespritzt wird, gezündet. Zur Stromversorgung wurden drei Hilfsmotoren mit je 500 kW installiert. Bei diesen für den reinen Gasbetrieb eingerichteten Ottomotoren wird das Kraftstoff-Luft-Gemisch mit Zündkerzen gezündet.
Die Anordnung der Antriebsanlage mit Getriebe und Möglichkeit der Leistungsentnahme (PTO = Power Take Off) und Leistungszuführung (PTI = Power Take In) sorgt für eine flexible Betriebsweise, die für eine gute Auslastung aller Motoren sorgt. Die PTOs hinter den Hauptmotoren dienen zum Antrieb von Wellengeneratoren, die auch als Elektromotoren (PTI) betrieben werden können, so dass dann die Hilfsmotoren die Hauptmotoren unterstützen.
Das LNG-System besteht aus den Einrichtungen zur Verdampfung und Aufbereitung des flüssigen Erdgases sowie den Sicherheitseinrichtungen. Das Flüssiggas wird in einem mittschiffs angeordneten Gastank gespeichert, der regelmäßig von Tank-Lkw gefüllt wird. Das LNG wird von einem belgischen oder niederländischen Hafen geholt, da es in Deutschland noch kein LNG-Terminal und auch kein LNG-Bunkerboot gibt.

## Passagierbereich
Die Passagierebenen erstrecken sich über drei Decks und umfassen acht Salons: Auf Deck 2 befinden sich die „Hummerbuden“, der Club „Düne Süd“ und der Salon „Neuwerk“. Auf Deck 3 befindet sich das Bordrestaurant, das Feinschmecker-Restaurant „Knieper“ und die Salonbereiche „Kugelbake“ und „Alte Liebe“. In der hinten liegenden Bar hat man einen guten Blick auf das Achterdeck, das von hier aus zu erreichen ist.
Auf Deck 4 befindet sich das Sonnendeck mit Bänken, Liegestühlen und Tischplätzen, auch hier gibt es ein Gastronomieangebot. Deck 5 ist über das Atrium zu erreichen, hier befindet sich die Skybar „Süllberg“. Von hier aus kommt man auch auf das vorn gelegene freie Deck. Noch weiter vorn befindet sich das Peildeck mit Kinderbereich; hier kann der Nachwuchs das Schiff „steuern“.
Die Helgoland ist ein Postschiff und auf ihr verschickte Schiffspost erhält einen besonderen Poststempel. Der rechteckige Sonderstempel zeigt (v. o. n. u.) eine seitliche Ansicht des Schiffes, das Logo der Reederei und den Text „Helgoland Fahrten“ [sic!].

## Taufe und Jungfernfahrt
Die ursprünglich für Juli 2015 geplante Taufe und Übergabe der neuen Helgoland an die Reederei Cassen Eils wurde auf Dezember 2015 verschoben. Dafür verantwortlich waren unterschiedliche Gründe, die wesentlich mit der Antriebstechnik zusammenhingen. Daraus resultierten zeitaufwendige Änderungen. Dies galt unter anderem auch für die notwendige Sensorik für den Gasbetrieb und die schiffsspezifische Regelungstechnik einschließlich der Programmierung der Systeme. Teilweise waren bauliche Anpassungen und aufwendige Änderungen die Folge.
Am 11. Dezember taufte Christa Eils, ehemalige Geschäftsführerin und Witwe des Reedereigründers, das Schiff an der Alten Liebe in Cuxhaven auf den Namen „Helgoland“. Damit folgte die Reederei einer langen Tradition und benannte das neue Flaggschiff der Flotte nach seinem Reiseziel.

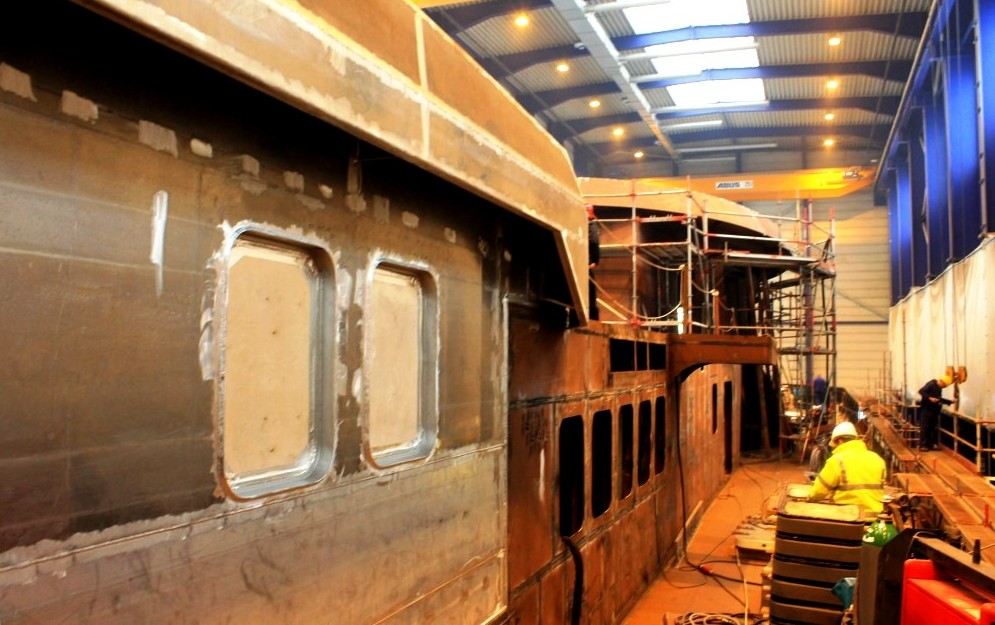
Bauzustand der Helgoland in Berne am 23. Februar 2015
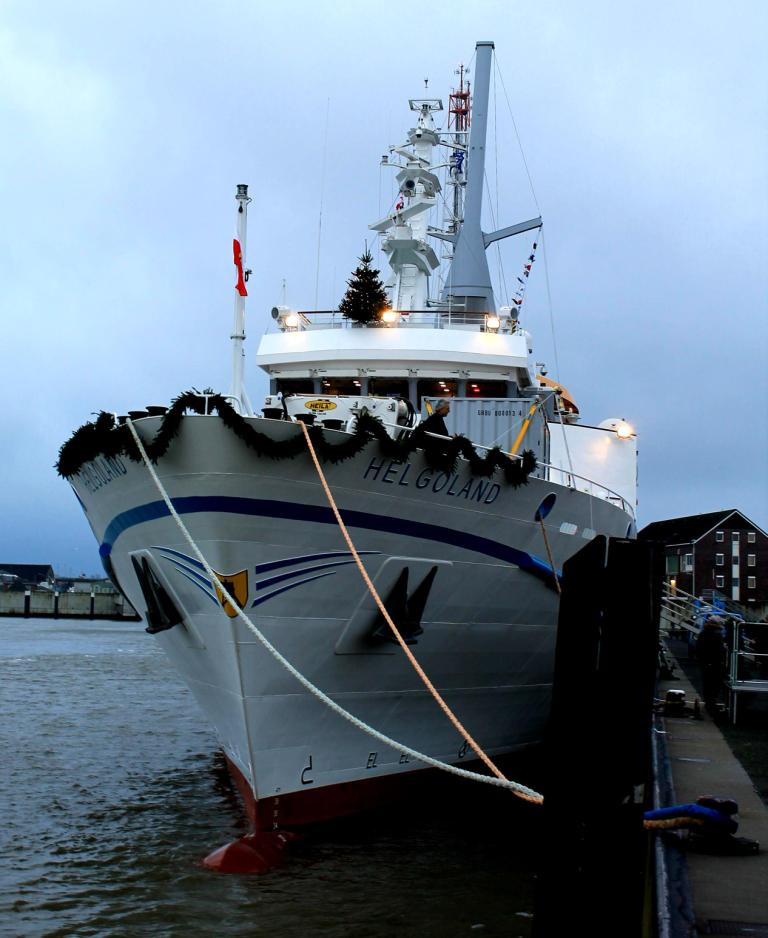
Bugansicht der Helgoland am Tag der Taufe in Cuxhaven
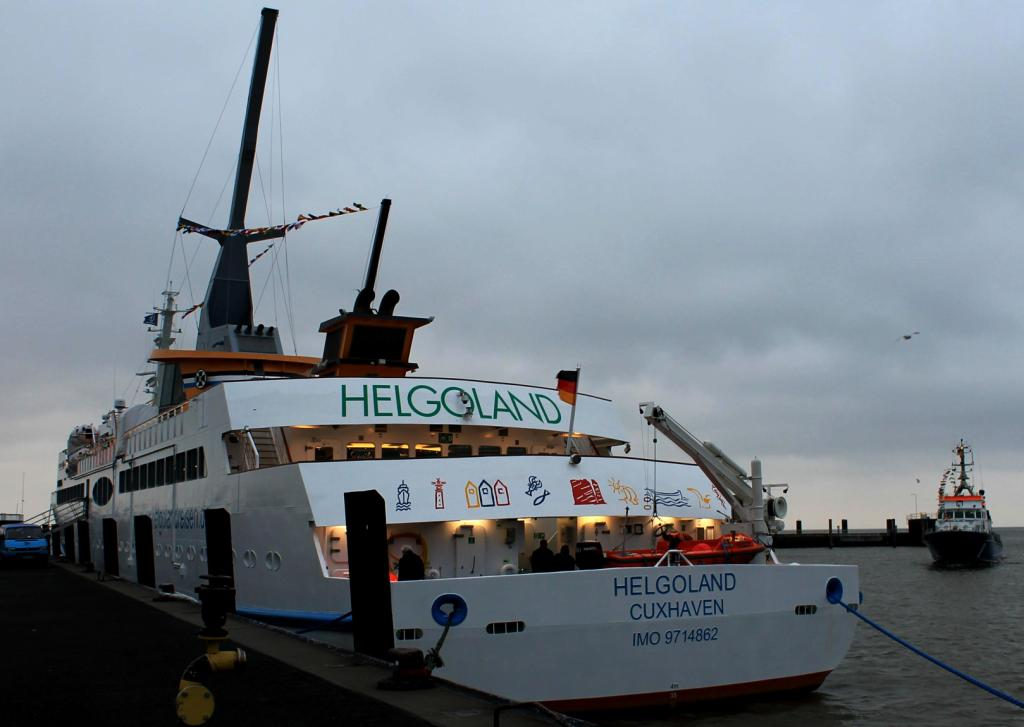
Heckansicht der Helgoland am Tag der Taufe

## Havarie am 31. Dezember 2017
Am 31. Dezember 2017 kollidierte das Schiff beim Anlegen im Südhafen von Helgoland mit einem Steg sowie zwei Segelyachten. Ursache hierfür war eine Fehlfunktion des Bugstrahlruders. Passagiere kamen bei der Havarie nicht zu Schaden. Der Linienverkehr nach Helgoland wurde für die Zeit der Reparatur der Helgoland durch die Funny Girl übernommen.